# Jung Yu-mi
Ne doit pas être confondu avec Jeong Yu-mi (née en 1984).
Dans ce nom coréen, le nom de famille, Jung, précède le nom personnel.
Jung Yu-mi (hangeul : 정유미), ou Jeong Yu-mi, est une actrice sud-coréenne, née le 18 janvier 1983 à Busan.

## Biographie
Jung Yu-mi commence sa carrière en apparaissant dans des courts-métrages sud-coréens. Elle se fait ensuite remarquer pour sa prestation dans le film Blossom Again (사랑니, 2005), puis dans Family Ties (가족의 탄생, 2006) où elle reçoit une importante reconnaissance critique, gagnant notamment le Blue Dragon Film Awards du meilleur second rôle féminin. C'est également une actrice récurrente du réalisateur Hong Sang-soo, ayant joué dans ses films Les Femmes de mes amis, In Another Country et Sunhi.

## Filmographie

### Cinéma
- 2005 : A Bittersweet Life (달콤한 인생) de Kim Jee-woon : Mi-Ae
- 2005 : Blossom Again (사랑니) de Jeong Ji-woo
- 2006 : Family Ties (가족의 탄생) de Kim Tae-yong
- 2007 : Shim’s Family (좋지 아니한가) de Jeong Yoon-cheol
- 2008 : Lovers - Omnibus (연인들) de Kim Jong-kwan
- 2009 : Oishi Man (오이시맨) de Kim Jeong-joong : Jae-yeong
- 2009 : The Room Nearby (그녀들의 방) de Goh Tae-jeong : Koo Eon-joo
- 2009 : Les Femmes de mes amis (잘 알지도 못하면서) de Hong Sang-soo : Jecheon
- 2009 : Chaw (차우) de Sin Jeong-won : Byeon Soo-ryeon
- 2009 : A Million (10억) de Jo Min-ho : Kim Ji-eun
- 2009 : Good Morning President (굿모닝 프레지던트) de Jang Jin : Mi-mi (caméo)
- 2009 : Visitors (어떤 방문) de Hong Sang-soo, Lav Diaz et Naomi Kawase
- 2010 : My Dear Desperado (내 깡패 같은 애인) de Kim Kwang-sik : Se-jin
- 2010 : Oki's Movie (옥희의 영화) de Hong Sang-soo : Jeong Ok-hee
- 2010 : Come, Closer (조금만 더 가까이) de Kim Jong-kwan : Eun-hee
- 2010 : Cafe Noir (카페 느와르) de Jung Sung-il : Seon-hwa
- 2011 : Silenced (도가니) de Hwang Dong-hyeok : Seo Yoo-jin
- 2012 : In Another Country (다른 나라에서) de Hong Sang-soo : Won-joo
- 2013 : Sunhi (우리 선희) de Hong Sang-soo : Sunhi
- 2013 : Tough as Iron (깡철이) de Ahn Kwon-tae : Soo-ji
- 2014 : The Satellite Girl and Milk Cow (우리별 일호와 얼룩소) de Jang Hyeong-yoon : Il-ho (voix)
- 2014 : Manhole (맨홀) de Shin Jae-young : Yeon-seo
- 2015 : Himalaya (히말라야) de Lee Seok-hoon : Choi Soo-yeong
- 2016 : Dernier train pour Busan (부산행) de Yeon Sang-ho : Seong-kyeong
- 2018 : Psychokinesis (염력) de Yeon Sang-ho : Hong Sang-moo
- 2019 : Kim Ji-young: Born 1982 de Kim Do-young : Kim Ji-young
- 2023 : Sleep (잠) de Jason Yu : Soo-jin
- 2024 : Wonderland (원더랜드) de Kim Tae-yong : Hae-ri

### Séries télévisées
- 2007 : Que Sera, Sera (케 세라 세라) : Han Eun-soo
- 2010 : The Great Kye Choon-bin (드라마 스페셜 - 위대한 계춘빈) : Kye Choon-bin
- 2012 : I Need Romance 2012 (로맨스가 필요해 2012) : Joo Yeol-mae
- 2013 : The Queen of Office (직장의 신) : Jeong Joo-ri
- 2013 : Love Manipulation: Cyrano (연애조작단: 시라노) : Bong Soo-ah
- 2013 : Answer Me 1994 (응답하라 1994)
- 2014 : Discovery of Romance (연애의 발견) : Han Yeo-reum
- 2020 : The School Nurse Files (보건교사 안은영) : Ahn Eun-young

## Distinctions

### Récompenses
- Blue Dragon Film Awards 2010 : Meilleur second rôle féminin pour Family Ties